# Râul Caran
Râul Caran este un curs de apă, afluent al râului Iercicu. 

## Hărți
- Harta județului Timiș